# وگا دو پس
وگا دو پس (به اسپانیایی: Vega de Pas) یک شهرستان در اسپانیا است که در استان کانتابریا واقع شده‌است.

## خصوصیات
وگا دو پس ۸۷٫۵۳ کیلومترمربع مساحت و ۸۶۰ نفر جمعیت دارد و ۳۵۸ متر بالاتر از سطح دریا واقع شده‌است.